# Xyloperthodes schedli
Xyloperthodes schedli är en skalbaggsart som beskrevs av Vrydagh 1959. Xyloperthodes schedli ingår i släktet Xyloperthodes och familjen kapuschongbaggar. Inga underarter finns listade i Catalogue of Life.